# Rudolf Glöckner
Rudolf Glöckner (Markranstadt, 1929. március 20. – 1999. január 25.) NDK nemzetközi labdarúgó-játékvezető. Nemzetközi megnevezésként a Rudolf „Rudi” Glöckner nevet is alkalmazták. Polgári szakmája kereskedő.

## Pályafutása

### Labdarúgóként
Mint labdarúgó, a korosztályi váltásokat 1939 és 1951 között szülővárosának csapatában a Sportfreude Markranstadtban élte meg, majd 1951–1953 között a harmadik vonalban szereplő Rotation Nordost Leipzig futballistája volt. Óriási fizikai erejét, apollói felépítését a védelemben kamatozta. Az NDK labdarúgó-válogatott nem tudott kiemelkedő eredményt produkálni, mert a német sportvezetés elsősorban az egyéni sportokra összpontosított. Ezért csak egy sportembernek sikerült a labdarúgó világbajnokság döntőjébe jutnia, Rudi Glöcknernek.

### Nemzeti játékvezetés

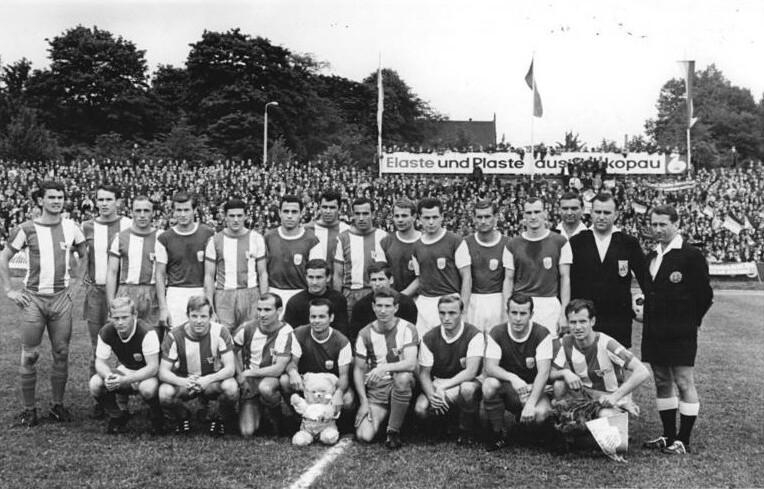
Játékvezetőként (álló sor, jobbról a 2.) egy 1. FC Union Berlin - FC Carl Zeiss Jena mérkőzésen

A kor követelményének megfelelően csapatából is ki kellett választani egy főt, aki egyesületi játékvezetőként tevékenykedik. A játékvezetői vizsgát 1953-ban tette le. A szocializmusra jellemző „sorbaállás” szigorú rendje miatt – tehetség ide, vagy oda, – a játékvezetés minden lépcsőfokát szisztematikusan végig kellett járnia. A küldési gyakorlat szerint rendszeres partbírói tevékenységet is végzett. 1959-ben lett az I. Liga játékvezetője. Működési ideje alatt összesen 1150 találkozón tevékenykedett (játékvezető/partbíró). A nemzeti játékvezetéstől 1977-ben vonult vissza. Első ligás mérkőzéseinek száma: 150.

#### Nemzeti kupamérkőzések
Vezetett kupadöntők száma: 4

##### Keletnémet labdarúgókupa
Hazájában az egyik legjobb bírónak tartották, ezért négy alkalommal kapott lehetőséget az NDK JB-től, hogy vezesse a döntő találkozót.
| Időpont           | Helyszín                                | Mérkőzés típusa | Mérkőzés                              | Eredmény | Nézők száma |
| ----------------- | --------------------------------------- | --------------- | ------------------------------------- | -------- | ----------- |
| 1963. május 1.    | Lenin Stadion, Berlin                   | döntő           | BSG Motor Zwickau–BSG Chemie Zeitz    | 3 : 0    | 25 000      |
| 1968. június 9.   | Kurt-Wabbel Stadion, Halle an der Saale | döntő           | 1. FC Union Berlin–FC Carl Zeiss Jena | 2 : 1    | 13 000      |
| 1971. június 20.  | Kurt-Wabbel Stadion, Halle an der Saale | döntő           | SG Dynamo Dresden–Berliner FC Dynamo  | 2 : 1    | 10 000      |
| 1974. április 13. | Központi Stadion, Lipcse                | döntő           | FC Carl Zeiss Jena–SG Dynamo Dresden  | 3 : 1    | 32 000      |

### Nemzetközi játékvezetés
Az NDK labdarúgó-szövetségJátékvezető Bizottsága (JB) terjesztette fel nemzetközi játékvezetőnek, a Nemzetközi Labdarúgó-szövetség (FIFA) 1964-től tartotta nyilván bírói keretében. A FIFA JB központi nyelvei közül a németet beszélte. Az 1958-as labdarúgó-világbajnokság emlékére 1973-ban Stockholmban vezette a Svédország–Brazília barátságos mérkőzést. Több nemzetek közötti válogatott és klubmérkőzést vezetett vagy partbíróként tevékenykedett. Az NDK nemzetközi játékvezetők rangsorában, a világbajnokság-Európa-bajnokság sorrendjében a 3. helyet foglalja el 13 találkozó szolgálatával. Az aktív nemzetközi játékvezetéstől 1977-ben búcsúzott. Eredményes pályafutása alatt 107 nemzetközi mérkőzést irányított. Válogatott mérkőzéseinek száma: 24

#### Labdarúgó-világbajnokság
Három világbajnokság döntőjéhez vezető úton Mexikóba a IX., az 1970-es labdarúgó-világbajnokságra, Nyugat-Németországba  a X., az 1974-es labdarúgó-világbajnokságra valamint Argentínába a XI., az 1978-as labdarúgó-világbajnokságra a FIFA JB játékvezetőként foglalkoztatta. A FIFA JB elvárása szerint, ha nem vezetett, akkor partbíróként tevékenykedett. 1970-ben egy csoportmérkőzésen egyes számú, az egyik negyeddöntőben második számú partbíró. 1974-ben kettő csoportmérkőzésen kapott egyes számú besorolást. Az egyes számú partbíró játékvezetői sérülés esetén továbbvezethette volna a találkozót. A világbajnoki döntő megbízására úgy került sor, hogy a brazilok nem akartak európai, az olaszok meg Dél-Amerikai játékvezetőt, az afrikai és az ázsiai játékvezetők, nemzetközi gyakorlatlanságuk miatt szóba sem jöhettek. Sir  Stanley Rous látta a csoportmérkőzésen nyújtott teljesítményét - maximális osztályzatot kapott az ellenőrtől - és a vita lezárásaként úgy határozott, hogy vezesse a döntőt. A döntő találkozó volt az ötödik nemzetközi válogatott mérkőzésvezetése. A kilencedik világbajnokság döntőjét 9. európaiként, első alkalommal keletnémetként, a szocialista tömböt másodikként képviselve vezethette.Világbajnokságokon vezetett mérkőzéseinek száma: 3 + 4 (partjelző)

##### 1970-es labdarúgó-világbajnokság

###### Selejtező mérkőzés
| Időpont           | Helyszín                   | Mérkőzés típusa           | Mérkőzés                 | Eredmény | Nézők száma |
| ----------------- | -------------------------- | ------------------------- | ------------------------ | -------- | ----------- |
| 1969. október 15. | Råsunda Stadion, Stockholm | előselejtező (5. csoport) | Svédország–Franciaország | 2 : 0    | 51 954      |

###### Világbajnoki mérkőzés
| Időpont          | Helyszín                   | Mérkőzés típusa              | Mérkőzés             | Eredmény | Nézők száma |
| ---------------- | -------------------------- | ---------------------------- | -------------------- | -------- | ----------- |
| 1970. június 6.  | Cuauhtemoc Stadion, Puebla | csoportmérkőzés (2. csoport) | Uruguay–Olaszország  | 0 : 0    | 30 000      |
| 1970. június 21. | Azték Stadion, Mexikóváros | döntő                        | Brazília–Olaszország | 4 : 1    | 108 000     |

##### 1974-es labdarúgó-világbajnokság

###### Selejtező mérkőzés
| Időpont            | Helyszín                           | Mérkőzés típusa           | Mérkőzés                  | Eredmény | Nézők száma |
| ------------------ | ---------------------------------- | ------------------------- | ------------------------- | -------- | ----------- |
| 1972. október 15.  | Prater Stadion, Bécs               | előselejtező (1. csoport) | Ausztria–Magyarország     | 2 : 2    | 67 392      |
| 1973. január 17.   | Leoforos Alaxandras Stadion, Athén | előselejtező (7. csoport) | Görögország–Spanyolország | 2 : 3    | 16 579      |
| 1973. november 27. | Park Stadion, Gelsenkirchen        | előselejtező (1. csoport) | Svédország–Ausztria       | 2 : 1    | 69 974      |

###### Világbajnoki mérkőzés
| Időpont          | Helyszín                | Mérkőzés típusa         | Mérkőzés                  | Eredmény | Nézők száma |
| ---------------- | ----------------------- | ----------------------- | ------------------------- | -------- | ----------- |
| 1974. június 30. | Wald Stadion, Frankfurt | középdöntő (B. csoport) | Lengyelország–Jugoszlávia | 2 : 1    | 53 000      |

##### 1978-as labdarúgó-világbajnokság

###### Selejtező mérkőzés
| Időpont          | Helyszín                    | Mérkőzés típusa           | Mérkőzés              | Eredmény | Nézők száma |
| ---------------- | --------------------------- | ------------------------- | --------------------- | -------- | ----------- |
| 1977. június 11. | Laugardalsvöllur, Reykjavík | előselejtező (4. csoport) | Izland–Észak-Írország | 1 : 0    | 10 269      |

#### Labdarúgó-Európa-bajnokság
Három európai labdarúgó torna döntőjébe vezető úton Olaszországba a III., az 1968-as labdarúgó-Európa-bajnokságra, Belgiumba a IV., az 1972-es labdarúgó-Európa-bajnokságra, illetve Jugoszláviába az V., az 1976-os labdarúgó-Európa-bajnokságra az UEFA JB bírói szolgálatra alkalmazta.

##### 1968-as labdarúgó-Európa-bajnokság

###### Selejtező mérkőzés
| Időpont           | Helyszín                   | Mérkőzés típusa           | Mérkőzés            | Eredmény | Nézők száma |
| ----------------- | -------------------------- | ------------------------- | ------------------- | -------- | ----------- |
| 1967. november 5. | Råsunda Stadion, Stockholm | előselejtező (2. csoport) | Svédország–Norvégia | 5 : 2    | 14 258      |

##### 1972-es labdarúgó-Európa-bajnokság

###### Selejtező mérkőzés
| Időpont             | Helyszín             | Mérkőzés típusa           | Mérkőzés            | Eredmény | Nézők száma |
| ------------------- | -------------------- | ------------------------- | ------------------- | -------- | ----------- |
| 1971. szeptember 4. | Prater Stadion, Bécs | előselejtező (6. csoport) | Ausztria–Svédország | 1 : 0    | 38 274      |

###### Európa-bajnoki mérkőzés
| Időpont          | Helyszín                                | Mérkőzés típusa | Mérkőzés                 | Eredmény | Nézők száma |
| ---------------- | --------------------------------------- | --------------- | ------------------------ | -------- | ----------- |
| 1972. június 14. | Constant Vanden Stock Stadion, Brüsszel | elődöntő        | Magyarország–Szovjetunió | 0 : 1    | 16 590      |

##### 1976-os labdarúgó-Európa-bajnokság

###### Selejtező mérkőzés
| Időpont          | Helyszín                   | Mérkőzés típusa           | Mérkőzés            | Eredmény | Nézők száma |
| ---------------- | -------------------------- | ------------------------- | ------------------- | -------- | ----------- |
| 1975. június 30. | Råsunda Stadion, Stockholm | előselejtező (3. csoport) | Svédország–Norvégia | 3 : 1    | 9 580       |

###### Európa-bajnoki mérkőzés
| Időpont         | Helyszín                     | Mérkőzés típusa | Mérkőzés          | Eredmény | Nézők száma |
| --------------- | ---------------------------- | --------------- | ----------------- | -------- | ----------- |
| 1976. május 22. | Ninian Park Stadion, Cardiff | elődöntő        | Wales–Jugoszlávia | 1 : 1    | 30 306      |

#### Olimpiai játékok
Az 1964. évi, valamint az 1972. évi nyári olimpiai játékokon a FIFA JB játékvezetői szolgálattal bízta meg. Az olimpián vezetett mérkőzéseinek száma: 4 + 5 (partbíró).

##### 1964. évi nyári olimpiai játékok
| Időpont           | Helyszín                       | Mérkőzés típusa              | Mérkőzés           | Eredmény |
| ----------------- | ------------------------------ | ---------------------------- | ------------------ | -------- |
| 1964. október 12. | Komazawa Stadion, Tokió        | csoportmérkőzés (C. csoport) | Brazília–Egyiptom  | 1 : 1    |
| 1964. október 16. | Chichibu herceg Stadion, Tokió | csoportmérkőzés (C. csoport) | Dél-Korea–Egyiptom | 0 : 10   |
| 1964. október 18. | Központi Stadion, Omija        | negyeddöntő                  | Ghána–Egyiptom     | 1 : 5    |

##### 1972. évi nyári olimpiai játékok
| Időpont             | Helyszín                  | Mérkőzés típusa              | Mérkőzés    | Eredmény |
| ------------------- | ------------------------- | ---------------------------- | ----------- | -------- |
| 1972. augusztus 27. | Rosenau Stadion, Augsburg | csoportmérkőzés (A. csoport) | Marokkó–USA | 0 : 0    |

#### Brit Bajnokság
1882-ben az Egyesült Királyság brit tagállamainak négy szövetség úgy döntött, hogy létrehoznak egy évente megrendezésre kerülő bajnokságot egymás között. Az utolsó bajnoki idényt 1983-ban tartották.
| Időpont         | Helyszín                | Mérkőzés típusa | Mérkőzés      | Eredmény | Nézők száma |
| --------------- | ----------------------- | --------------- | ------------- | -------- | ----------- |
| 1975. május 24. | Wembley Stadion, London | csoportmérkőzés | Anglia–Skócia | 5 – 1    | 98 241      |

#### Nemzetközi kupamérkőzések
Vezetett kupadöntők száma: 4.

##### Interkontinentális kupa
A világbajnoki jó teljesítmény alapján a FIFA JB a döntő első mérkőzésének levezetésével bízta meg, a VB döntőn is közreműködő hármast. Ebben az időben a FIFA JB gyakorlata volt, hogy a három jelölt között sorsolás útján "osztották szét" a feladatokat, azaz a szerencse határozta meg, kik lengetik a zászlót, illetve ki vezeti a találkozót. 
| Időpont | Helyszín                           | Mérkőzés típusa     | Mérkőzés                                            | Eredmény |
| ------- | ---------------------------------- | ------------------- | --------------------------------------------------- | -------- |
| 1970.   | La Bombonera Stadion, Buenos Aires | döntő első mérkőzés | Estudiantes La Plata (argentin)–Feyenoord (holland) | 2 : 2    |

##### Vásárvárosok kupája
A tornasorozat 25. döntőjének – az első NDK, az első szocialista országbeli – bírója.
| Időpont        | Helyszín                   | Mérkőzés típusa         | Mérkőzés                    | Eredmény | Nézők száma |
| -------------- | -------------------------- | ----------------------- | --------------------------- | -------- | ----------- |
| 1971. június 3 | Elland Road Stadion, Leeds | döntő harmadik mérkőzés | Leeds United FC–Juventus FC | 1 : 1    | 42 483      |

##### UEFA-szuperkupa
| Időpont          | Helyszín                     | Mérkőzés típusa        | Mérkőzés   | Eredmény | Nézők száma |
| ---------------- | ---------------------------- | ---------------------- | ---------- | -------- | ----------- |
| 1974. január 16. | Olimpiai Stadion, Amszterdam | döntő második mérkőzés | Ajax–Milán | 6 : 0    | 25 000      |

##### UEFA-kupa
| Időpont         | Helyszín                    | Mérkőzés típusa        | Mérkőzés                    | Eredmény | Nézők száma |
| --------------- | --------------------------- | ---------------------- | --------------------------- | -------- | ----------- |
| 1976. május 19. | Jan Breydel Stadion, Brugge | döntő második mérkőzés | Club Brugge KV–Liverpool FC | 1 : 1    | 32 000      |

## Sportvezetőként
A Német Demokratikus Köztársaság Labdarúgó Szövetségének volt a vezetője.

## Érdekesség
A világbajnoki csoportmérkőzés vezetése előtt a rendezők az NSZK zászlaját vonták fel a zászlórúdra, ezért tiltakozott dr. Helmut Kasernél, a FIFA akkori, svájci főtitkáránál. A főtitkár érdeklődésére – a diplomáciai botrányok elkerülendő – a mexikóiak azzal védekeztek, hogy sajnálják, de nincs keletnémet zászlójuk. Glöckner a döntő előtt már öntevékenyen maga oldotta meg a problémát. Bőröndjéből elővarázsolt egy kalapácsos-címeres piros-sárga-fekete zászlót. Akkor már nem mondhatták a rendezők, hogy azt nem húzzák fel.

## Sikerei, díjai
A világbajnoki döntő levezetésének emlékére Sir Stanley Rous a FIFA elnöke Ezüst sípot, valamint egy Ezüst érmet adott át neki. Az olasz válogatott vezetőitől egy ezüst cigarettatálcát kapott.